# Брунеј на Светском првенству у атлетици на отвореном 2009.
Брунеј је учествовао на Светском првенству у атлетици на отвореном 2009. одржаном у Берлину од 15. до 23. августа девети пут. Репрезентацију Брунеја представљао је један такмичар који се такмичио у трци на 100 метара.
На овом првенству Брунеј није освојио ниједну медаљу али је њихов такмичар остварио лични рекорд.

## Учесници
Мушкарци:
- Мохамед Фејсал — 100 м

## Резултати

### Мушкарци
| Атлетичар      | Дисциплина | Лични рекорд | Квалификације | Квалификације | Четвртфинале         | Четвртфинале         | Полуфинале           | Полуфинале           | Финале               | Финале       | Детаљи |
| Атлетичар      | Дисциплина | Лични рекорд | Резултат      | Место         | Резултат             | Место                | Резултат             | Место                | Резултат             | Место        | Детаљи |
| -------------- | ---------- | ------------ | ------------- | ------------- | -------------------- | -------------------- | -------------------- | -------------------- | -------------------- | ------------ | ------ |
| Мохамед Фејсал | 100 м      |              | 11,12 ЛР      | 7. у гр. 4    | Није се квалификовао | Није се квалификовао | Није се квалификовао | Није се квалификовао | Није се квалификовао | 73 / 90 (92) |        |